# جيف دين
جيف دين (بالإنجليزية: Jeff Dean)‏ هو مهندس برمجيات وعالم حاسوب أمريكي، ولد في 1968 في هاواي في الولايات المتحدة.

## وصلات خارجية
- الموقع الرسمي